# 幌別駅

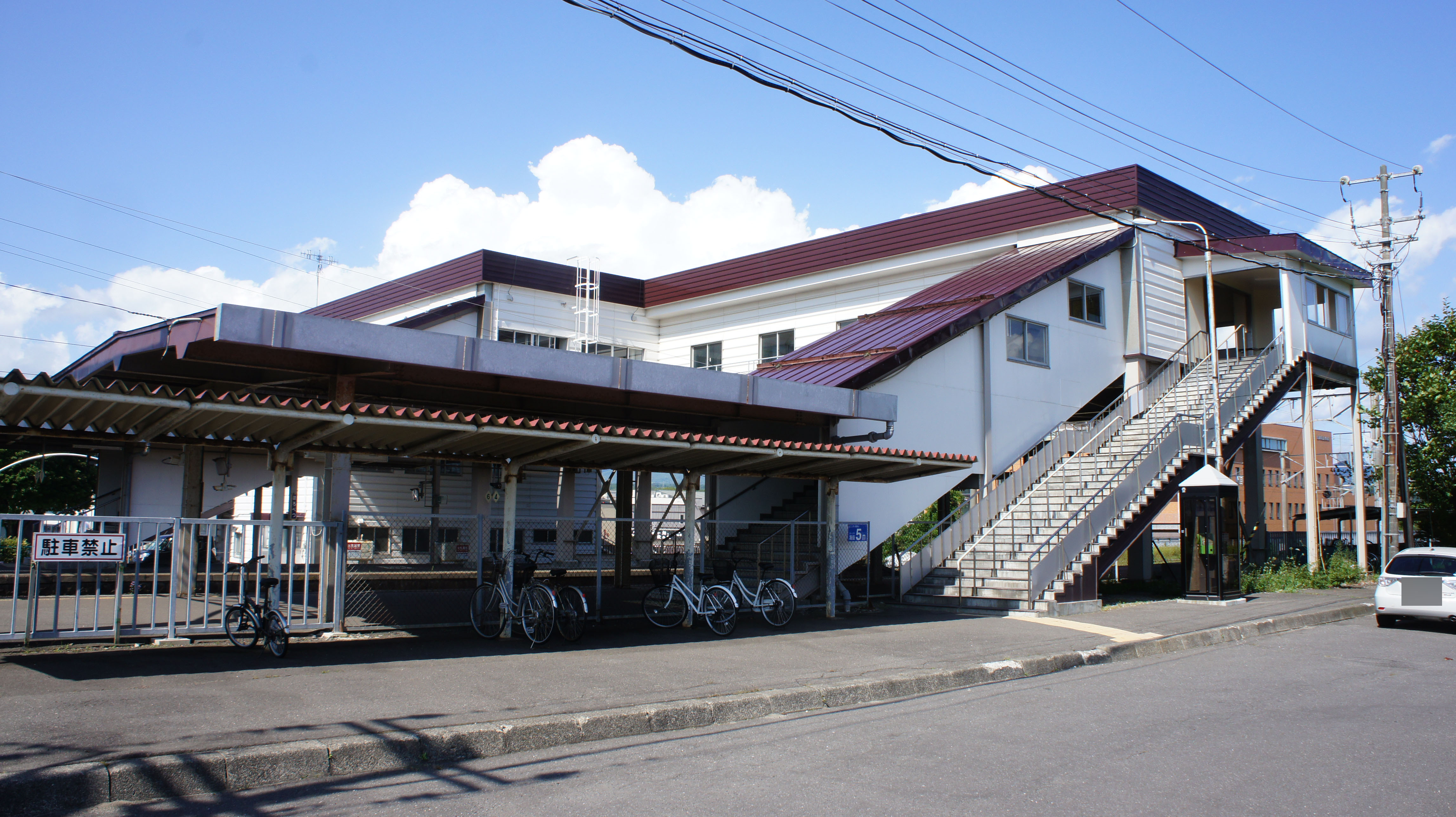
東口（2017年9月）

幌別駅（ほろべつえき）は、北海道登別市幌別町3丁目20にある北海道旅客鉄道（JR北海道）室蘭本線の駅である。駅番号はH30。電報略号はヘツ。事務管理コードは▲130315。優等列車は特急「すずらん」のみが停車する。

## 歴史

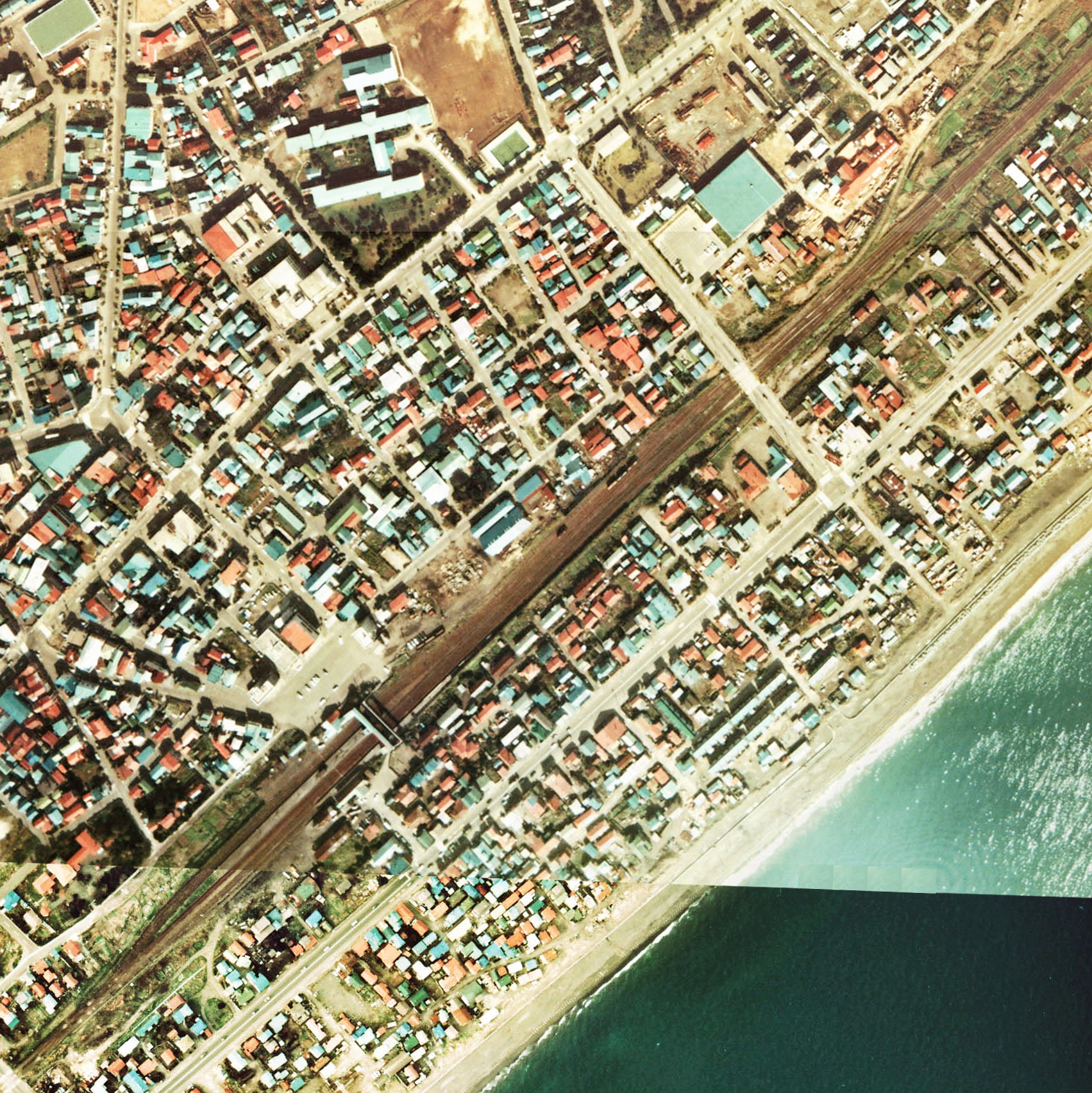
1976年の幌別駅と周囲約750m範囲。左下が室蘭方面。右上山側に脹らんで本線と並行に北東へ向かうのが北海道曹達幌別工場専用線。この専用線からはコンクリート工場や木工場への側線も枝分かれしていた。当駅のホームは構内室蘭側に寄っている。また西口は鉱山鉄道の敷地が撤去されてすっかり再開発されており、西口広場から左へ斜めに向かう道路に痕跡を残すだけとなっている。

- 1892年（明治25年）8月1日：北海道炭礦鉄道の駅として開業[6]。一般駅[1]。
- 1894年（明治27年）上期：砂利専用線約2.2km敷設[7]。
- 1899年（明治32年）12月8日：火災により焼失。
- 1902年（明治35年）9月1日：停車場を室蘭寄りに移転改築[8][9]。
- 1906年（明治39年）10月1日：北海道炭礦鉄道の鉄道路線国有化により、官設鉄道に移管。
- 1907年（明治40年）11月30日：小田良治により幌別鉱山シノマンベツから駅前までの9.6km間に馬車軌道敷設[10]。
- 1910年（明治43年）8月：幌別川上流まで砂利専用線敷設。
- 1927年（昭和2年）12月：幌別鉱山軌道に機関車が導入され軽便鉄道となる[11]。
- 1949年（昭和24年）6月：駅舎改築。
- 1951年（昭和26年）9月26日：北海道曹達（株）幌別工場操業開始。専用線1.6km運用開始[12]。
- 1954年（昭和29年）：幌別鉱山軌道撤去[13]。
- 1957年（昭和32年）5月：西口開設[14]。
- 1978年（昭和53年）3月30日：橋上駅となる[15]。
- 1982年（昭和57年）11月15日：貨物取扱い廃止[1]。
- 1984年（昭和59年）2月1日：荷物取扱い廃止[1]。
- 1987年（昭和62年）4月1日：国鉄分割民営化により北海道旅客鉄道（JR北海道）に継承[1]。
- 2002年（平成14年）：北海道ジェイ・アール・サービスネットに駅業務を委託し直営駅から業務委託駅になる。

### 駅名の由来
地名より。アイヌ語の「ポロペッ（poro-pet）」（大きい[親なる]・川）」に由来する。現在は町名として使われているが、開通時点では村名であった。

## 駅構造
単式・島式混合2面3線の地上駅である。配線の関係上、列車の待避は下りのみ可能となっている。大きな橋上駅舎を持っている。
北海道ジェイ・アール・サービスネットが駅業務を受託する業務委託駅であり、みどりの窓口が設置されている。

### のりば
| 番線 | 路線      | 方向 | 行先             |
| ---- | --------- | ---- | ---------------- |
| 1    | ■室蘭本線 | 上り | 東室蘭・室蘭方面 |
| 2・3 | ■室蘭本線 | 下り | 苫小牧・札幌方面 |

- 待避列車は3番線から発車する。

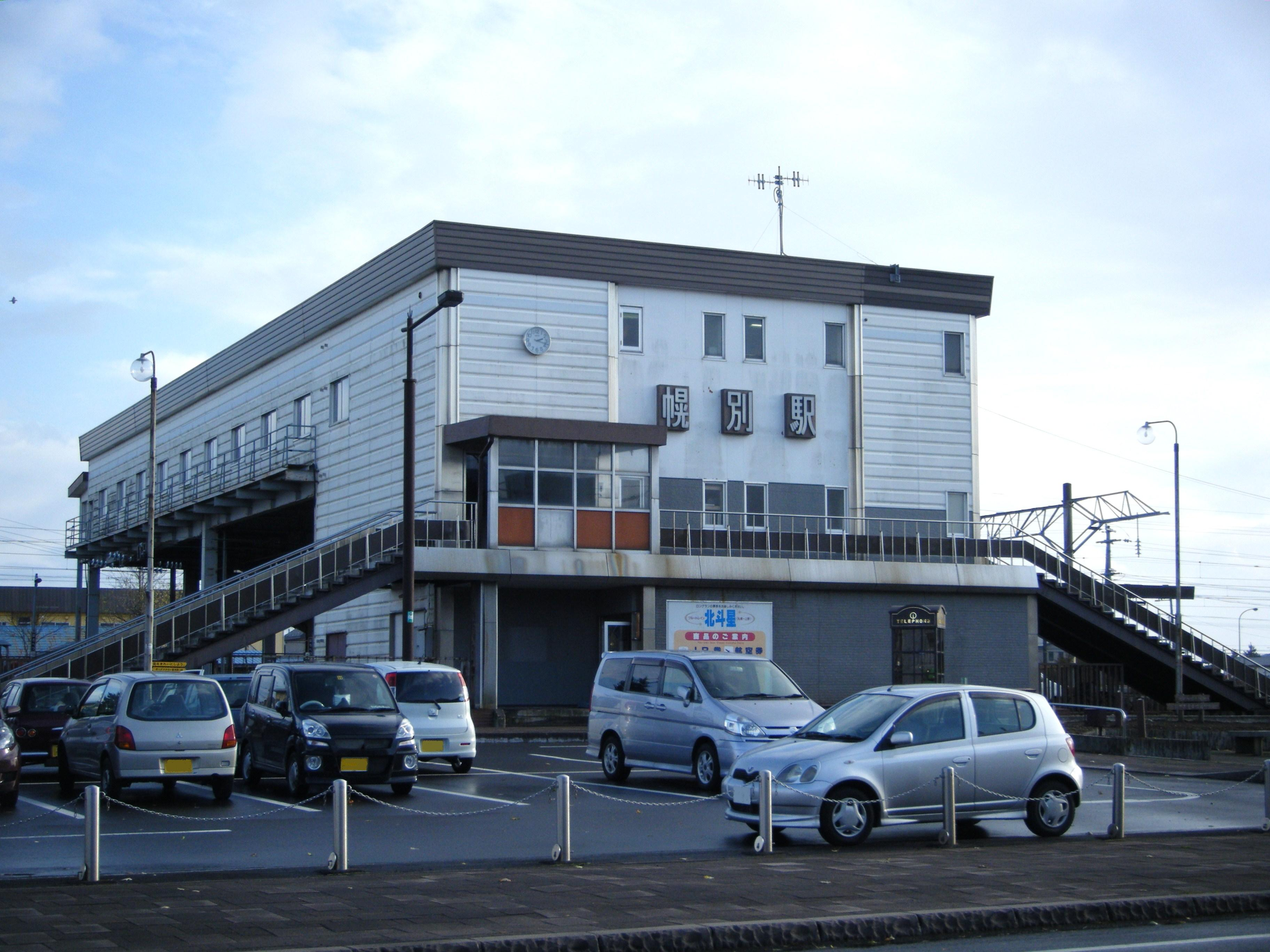
外観修繕前の西口（2008年8月）
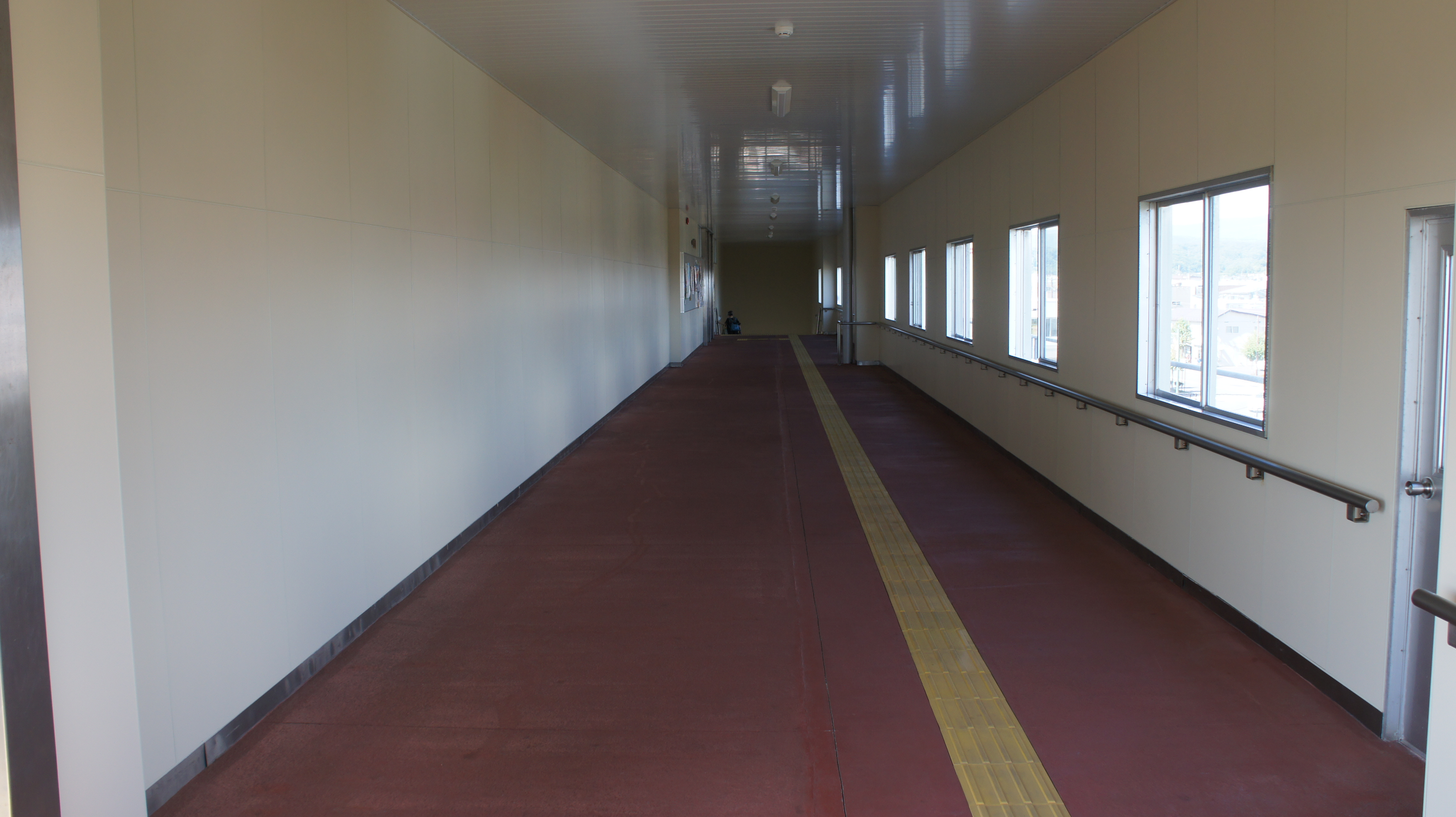
連絡通路内（2017年9月）
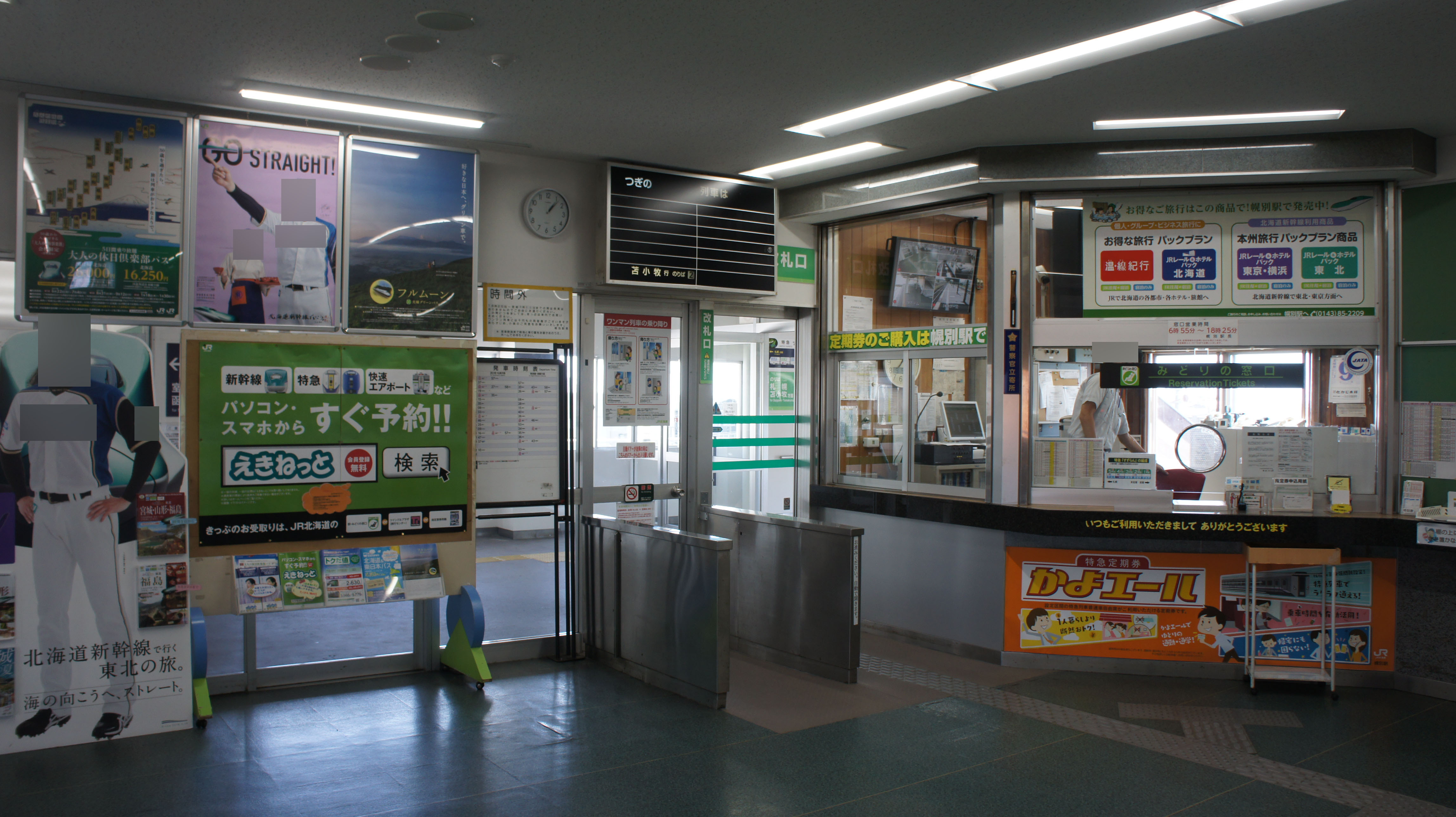
改札口（2017年9月）
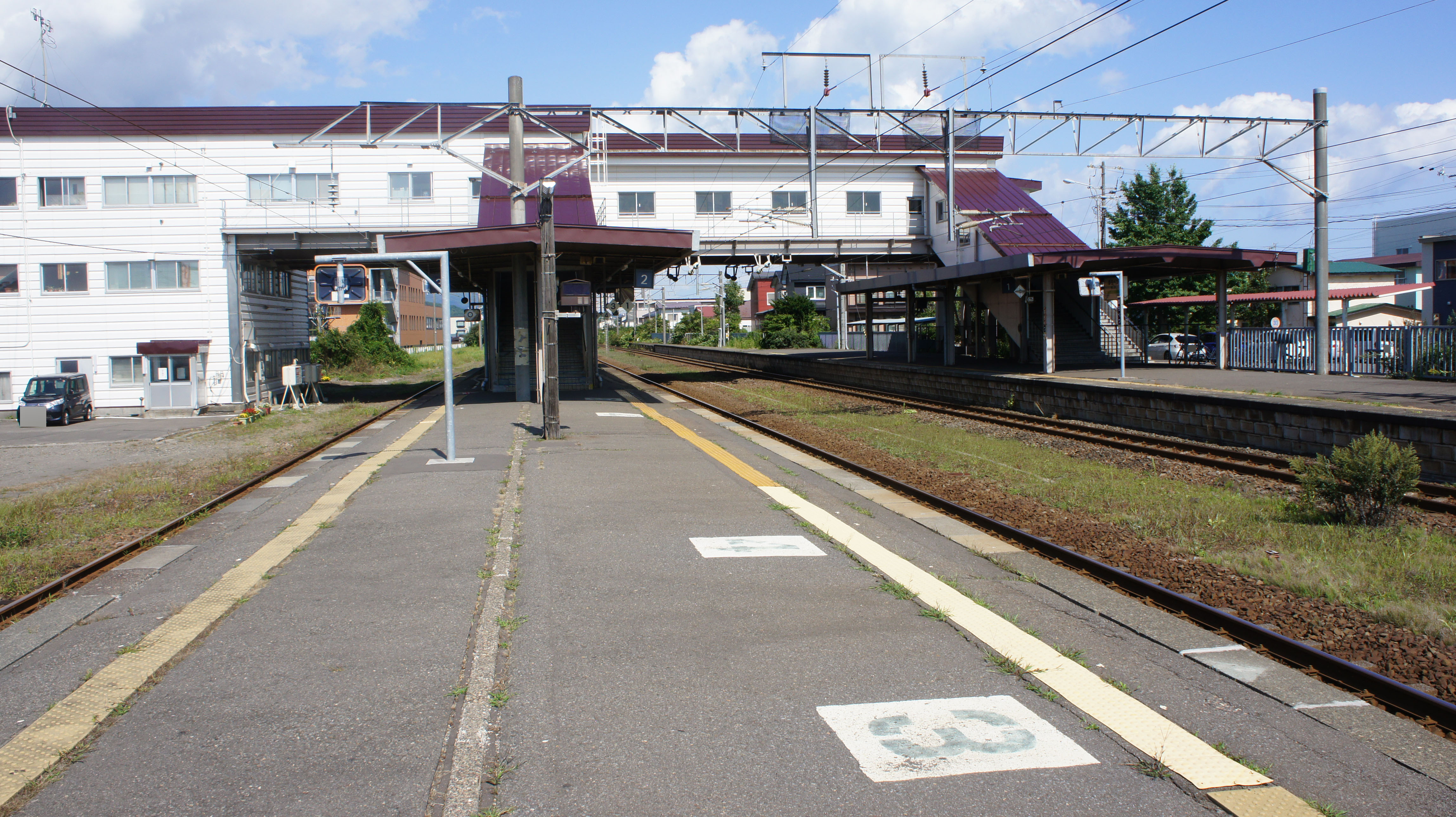
ホーム（2017年9月）
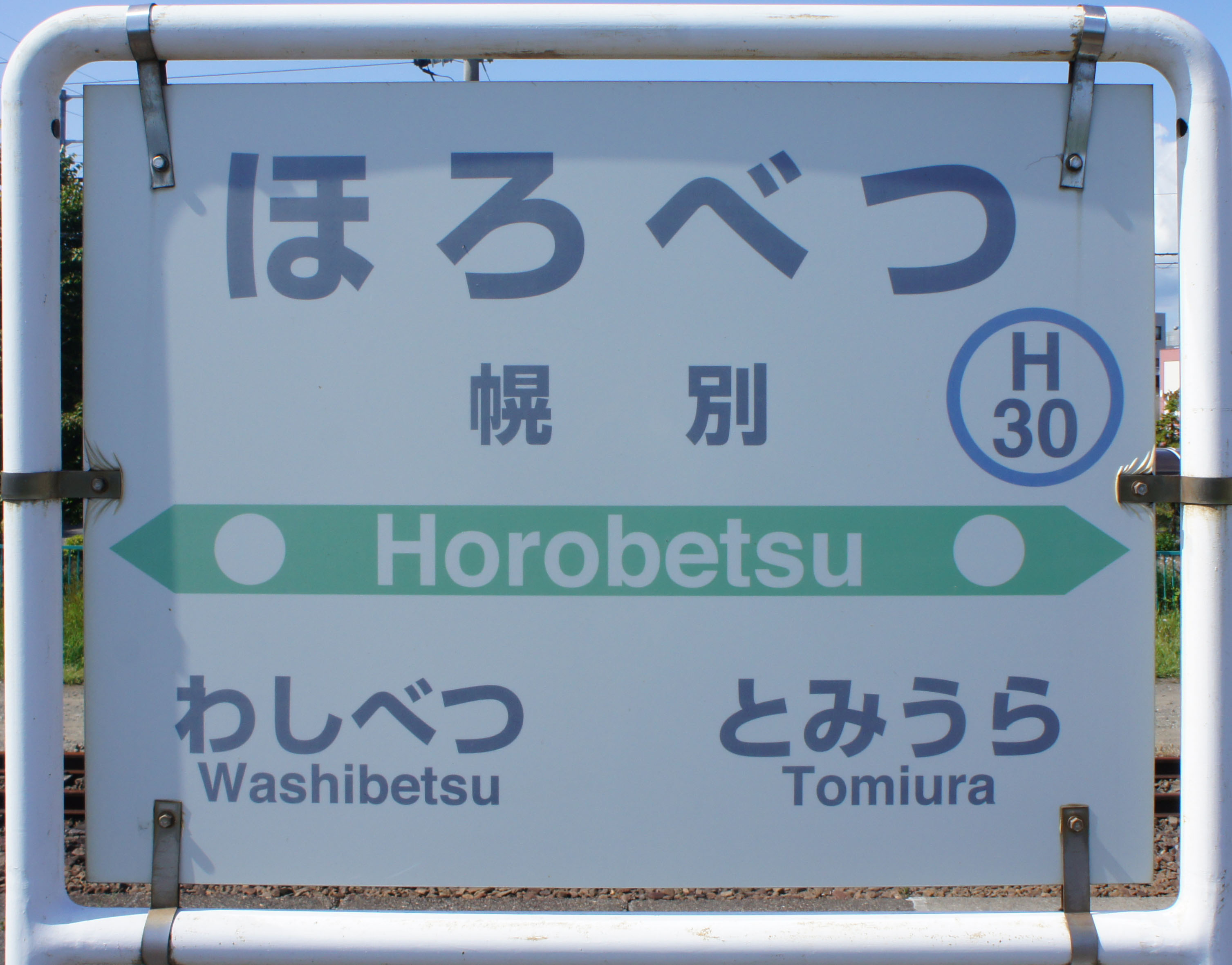
駅名標（2017年9月）

## 利用状況
「登別市統計書」によると、近年の年度別乗車人員の推移は以下のとおりである。
| 年度               | 乗車人員 （百人） | 乗車人員 （一日平均） | 出典    |
| ------------------ | ----------------- | --------------------- | ------- |
| 2011年（平成23年） | 2,697             | 737                   | [ * 2 ] |
| 2012年（平成24年） | 2,661             | 729                   | [ * 2 ] |
| 2013年（平成25年） | 2,686             | 730                   | [ * 2 ] |
| 2014年（平成26年） | 2,712             | 743                   | [ * 2 ] |
| 2015年（平成27年） | 2,668             | 729                   | [ * 2 ] |
| 2016年（平成28年） | 2,759             | 756                   | [ * 3 ] |
| 2017年（平成29年） | 2,690             | 737                   | [ * 3 ] |
| 2018年（平成30年） | 2,705             | 741                   | [ * 4 ] |
| 2019年（令和元年） | 2,650             | 724                   | [ * 4 ] |
| 2020年（令和02年） | 2,216             | 607                   | [ * 1 ] |
| 2021年（令和03年） | 2,091             | 573                   | [ * 1 ] |
| 2022年（令和04年） | 1,971             | 540                   | [ * 1 ] |

## 駅周辺
登別市役所をはじめ同市の中心的施設が付近に立地する。

### 西口
- 道南バス「幌別駅西口」停留所[17]
- 道南バス（都市間バス）、北海道中央バス（高速むろらん号）「幌別中央」停留所[18][19]
- 登別郵便局
- 登別記念病院（2004年（平成16年）1月19日診療開始）[20]
- 室蘭信用金庫幌別支店
- 北海道銀行登別支店
- 伊達市農業協同組合（JA伊達市）登別支所
- 登別中央ショッピングセンターアーニス
  - ホームストア アーニス店
  - サンドラッグ 登別アーニス店
  - ダイソー 登別アーニス店
  - 登別市立図書館アーニス分館
  - 登別市観光経済部・農業委員会事務局
- ホームストア 幌別店
- 登別市役所
- 登別市立図書館
- 登別市立幌別小学校
- 刈田神社（平安時代ころの創建）
- 来馬川

### 東口
- 道南バス「幌別本町」停留所[21]
- 国道36号

## 隣の駅
北海道旅客鉄道（JR北海道）
■室蘭本線

鷲別駅 (H31) - 幌別駅 (H30) - 富浦駅 (H29)